# Station Pinar
Station Pinar is een spoorwegstation van de Cercanías in Madrid
Het station is gelegen in zone B2 en het Madrileense district Las Rozas de Madrid.